# Sebastian Siller
Sebastian Siller (* 18. Mai 1989 in Innsbruck) ist ein ehemaliger österreichischer Fußballspieler, der seit seinem Karriereende als Aktiver als Fußballtrainer tätig ist.

## Karriere

### Spieler
Siller begann seine Karriere 2001 beim SV Natters in Tirol. Ein Jahr später wechselte er zum Innsbrucker AC, ehe er 2004 zur SVG Reichenau weiterzog und parallel dazu an der AKA Tirol zum Einsatz kam.
Nachdem er dort bereits in der Saison 2005/06 im Kader des Drittligisten war, jedoch noch nicht zum Einsatz kam, gab er am 2. Juni 2007 sein Debüt in der Regionalliga West, als er bei der 1:5-Niederlage gegen die Red Bull Juniors durchspielte. 2008 wechselte er zum FC Wacker Innsbruck, bei dem er vorrangig in der zweiten Mannschaft eingesetzt wurde. Daraufhin kam der Wechsel zum österreichischen Rekordmeister SK Rapid Wien, bei dem Siller ebenfalls in der zweiten Mannschaft spielte. Im Frühjahr 2011 war der Innenverteidiger – diesmal bei der WSG Wattens – wieder in der Regionalliga West aktiv, ehe er zum SV Grödig wechselte und dort bis zum Jänner 2013 im Kader stand.
Im Jänner 2013 wechselte Siller wieder zum FC Wacker Innsbruck, bei dem er am 10. März 2013 sein Debüt in der höchsten österreichischen Spielklasse gab. Er wurde für den verletzten Marco Kofler in der 63. Minute eingewechselt und sah acht Minuten später die gelbe Karte. Das Heimspiel wurde 2:3 verloren.
Zur Saison 2017/18 wechselte er zum viertklassigen SC Kundl. Im Spieljahr 2021/22 gewann er mit dem SC Kundl den Titel in der Tiroler Liga und schaffte somit den Aufstieg in die Regionalliga Tirol. Im Sommer desselben Jahres wechselte Siller zum SV Fügen in die Regionalliga Tirol und schaffte den Einzug in das obere Play-off.

### Trainer
Bereits von 2018 bis 2019 war er im Nachwuchsbereich des SC Kundl als Trainer in Erscheinung getreten. Im April 2019 erlangte er die ÖFB-D-Trainerlizenz, gefolgt von der UEFA-C-Lizenz im Juli 2020 und der UEFA-B-Lizenz im Juni 2021.
Im April 2023 erhielt er das Angebot beim Traditionsverein FC Wacker Innsbruck die Position des Trainers der Kampfmannschaft zu übernehmen, worauf er seine aktive Karriere als Spieler beendete und die Traineragenden beim FCW, der nach sportlichen und finanziellen Turbulenzen nur mehr in der 5. Leistungsklasse spielte, übernahm. Bei seinem Trainerdebüt am 15. April 2023 feierte er einen 5:3-Auswärtssieg gegen den SC Münster. Trotz lediglich zwei Niederlagen in elf Runden gelang der Aufstieg in die Regionalliga Tirol nicht mehr.